# Рыбацкий штык
Рыба́цкий штык (англ. Fisherman’s Bend) — морской крепёжный надёжный узел, применяемый на флоте для привязывания якорного каната к якорю. Состоит из одного шлага и двух полуштыков со схваткой. Поскольку диаметр якорного рыма — меньше фала, то наличие шлага позволяет распределить нагрузку более равномерно; для защиты от перетирания троса и предотвращения утери якоря, на канат и рым накладывают брезентовую защиту. Применяя узел необходимо всегда прихватывать ходовой конец каната схваткой к коренному. Рыбацкий штык похож на простой штык со шлагом, но отличается тем, что первый из двух полуштыков проходит дополнительно внутри шлага, обхватывающего предмет. Завязывают дректовы за скобы якорей, концы троса при накладывании предохранительных сеток на грузовые люки. По своей структуре рыбацкий штык — это соединяющий узел, но не штык, однако в соответствии с морской традицией его относят к категории штыков как одно из четырёх исключений из обобщённого понятия «узел».

## Способ завязывания
1. Сделать шлаг.

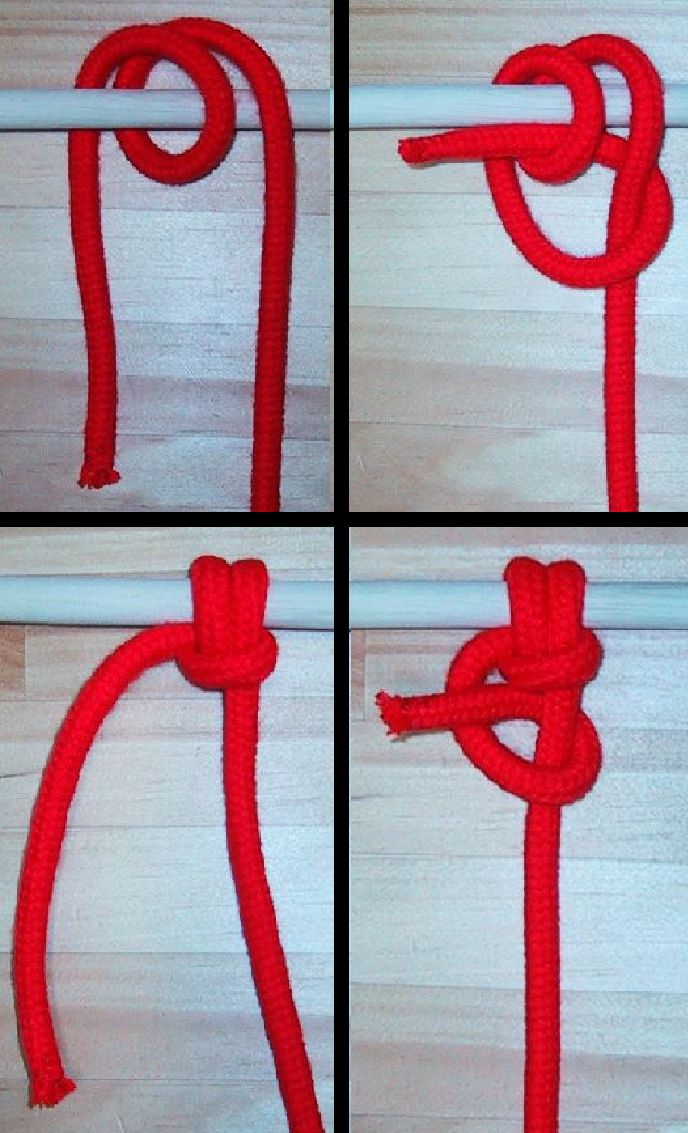
Морской якорный узел, завязанный синтетической верёвкой вокруг пластиковой трубки

2. Продеть ходовой конец троса внутрь шлага, образовав первый полуштык.
3. Сделать второй полуштык вокруг коренного конца троса и прихватить ходовой конец троса с коренным.